# Фолегандрос
Фолегандрос је мало грчко острво групе Киклади. Оно лежи око 160 km југоисточно од Атине и 40 km сјеверозападно од Санторинија у Егејима. Управно острво припада округу Санторини у оквиру Периферији Јужни Егеј, где са околним острвцима и хридима чини засебну општину.
Острво посједује дужину од 14,5 km, а максимална ширина износи 4 km. Површина острва је 32 km² а највиша тачка на оству је 445 метара.
Координате: 36° 37′ 20" Сгш, 24° 54′ 5" Игд
Свих отприлике 550 сталних становника острва живе у лучком мјесту Каравостасис, главном мјесту Хора (Chora) или у земљорадничком насељу Ано Мерија (Ano Meria). Језгро наведеног села Хора, чини једна венецијанска тврђава (Kastro), код које на њеном јужном улазу почиње серпентински успон који води до главне цркве на острву. Црква се назива Панајиа (Παναγίας). Одатле се пружа предиван поглед на стрму морску обалу. Висина села Хора је преко 200 m а село је изграђено на самој ивици литице.
Из античког времена и није много ствари познато о овоме острву. Његови становници су били Дорани. Касније су њиме завладали Атињани. 1207. године острво је освојио венецијанац Марко Санудо, а под Венецијом остало је све до 1566. године, када су њиме завладали Турци. Грци су га поново освојили тек у 19. вијеку.
Главна грана привређивања на овом слабо развијеном острву је углавном пољопривреда. Поред ње, у благој мјери заступљено је рибарство и туризам. Међутим смјештајни капацитети су мали па се ријетки одлучују за боравак на овоме острву. 
Фолегандрос је доступан само бродом. Међутим и ту може, због релативно незаштићене луке, доћи до кашњења, понекад и по неколико дана. Острво саобраћа са острвима Милос и Пиреус, а постоји веза и са Иосом преко Сикиноса. (Стање 2003). 